# Bus 15
Bus 15 es un grupo musical español surgido en 2015 en Gijón, Asturias.Fundado como cuarteto, ha tenido variaciones continuas en su formación, estando compuesta desde 2023 por Sergio Fanjul como guitarrista rítmico y voz principal, Enrique Hidalgo a la batería, Lorenzo Casares como bajista y Daniel González 'Gilmour' como guitarrista solista.
Su sonido se caracteriza por una combinación de géneros como de rock, pop, rock nacional, rock clásico e incluso rock progresivo, debido a las distintas preferencias musicales de cada uno de los miembros de la banda.

## Historia
En 2014, Sergio Fanjul y Sergio Sendón, anterior guitarrista solista, se juntan en el instituto para tocar la guitarra después de clase y con esto empiezan a surgir las ganas de formar un grupo. En un curso superior a ellos se encontraba Enrique Hidalgo, batería por aquel entonces en otras bandas gijonesas. Los tres comienzan a ensayar y dar forma a lo que sería Bus 15, que se formó con la adición del primer bajista de la banda, Diego Gómez. El nombre de la banda surge tras los primeros ensayos, debido a que en aquel entonces sus integrantes no tenían la edad para conducir, tenían que coger el autobús de la línea 15 para ir a los locales de ensayo del parque de Los Locos, en el barrio de Nuevo Roces.
Desde entonces la banda ha tenido varios cambios. El primero fue Sergio Sendón, que por motivos personales tuvo que dejar el grupo en el año 2018, siendo sustituido por Daniel González del Coz, alias 'Gilmour' por su afán con Pink Floyd, que en aquel entonces también lo había dejado con su anterior grupo, Ruta 66. Entre 2019 y 2021 la banda contó con una formación de quinteto, con la incorporación del saxofonista Xuan Inguanzo, llegando a sexteto con la entrada de su hermano, Antón Inguanzo. Tras la partida del bajista, Diego Gómez y la entrada de Lorenzo Casares, antiguo bajista de la banda gijonesa Mind the Gap, se conforman los miembros hasta la actualidad.
Reconocidos en Asturias, han tocado en gran parte de sus concejosy han obtenido diversos premiosy nominaciones a mejor bandaa lo largo de su carrera. El 15 de septiembre de 2024 se consolidaron como los ganadores de los Premios AMAS de Asturias.

## Discografía

### Álbumes
| Año  | Título   | Posición en los charts |
| Año  | Título   | ES                     |
| ---- | -------- | ---------------------- |
| 2025 | "Bus 15" | -                      |

### Singles
| Año  | Título                                | Posición en los charts | Álbum            |
| Año  | Título                                | ES                     | Álbum            |
| ---- | ------------------------------------- | ---------------------- | ---------------- |
| 2021 | "Marta" b/w "N/A"                     | -                      | Non-album single |
| 2024 | "Vicios Caros" b/w "N/A"              | -                      | Bus 15           |
| 2024 | "Viernes Noche / Lunes Día" b/w "N/A" | -                      | Bus 15           |